# Wielki Ucisk
Wielki Ucisk (stgr. θλῖψις μεγάλη) w eschatologii chrześcijańskiej to okres wspomniany przez Jezusa w kazaniu na Górze Oliwnej jako znak, poprzedzający czas końca (Mt 24, Mk 13, Łk 21).
W Apokalipsie św. Jana Ap 7,14 „wielki ucisk” (stgr. τῆς θλῑ́ψεως τῆς μεγάλης) jest używane do określenia okresu, o którym mówił Jezus. W Ewangelii (Mt 24,21 i 29) greckiego słowa ucisk (θλίβω) użyto w kontekście oznaczającym cierpienia tych, których mogą dotknąć klęski wojenne i oblężenia.

## Poglądy
Chrześcijanie nie są zgodni co do tego, czy Wielki Ucisk będzie krótkim okresem wielkich trudności przed końcem świata i Drugim Przyjściem Chrystusa („futuryzm”); czy też już nastąpił i wydarzył się w 70 r. n.e., kiedy rzymskie legiony obległy Jerozolimę i zniszczyły jej świątynię („preteryzm”); lub też rozpoczął się w 538 r. n.e., kiedy do władzy doszedł papieski Rzym (papieże jako antychryści) i nasili się na krótko przed końcem świata („historyzm”).

### Futuryzm
W futurystycznej wizji chrześcijańskiej eschatologii Wielki Ucisk to stosunkowo krótki okres, w którym każdy doświadczy ogólnoświatowych trudności, prześladowań, kataklizmów, głodu, wojny, które dotkną całego stworzenia i poprzedzą sąd nad wszystkimi, kiedy nastąpi Drugie Przyjście. 

Wśród millenarystów istnieją różne poglądy na temat tego, co stanie się z chrześcijanami podczas Wielkiego Ucisku. Niektórzy pretrybulacjoniści wierzą, że ci, którzy zdecydują się podążać za Bogiem, zostaną porwani przed uciskiem i w ten sposób go unikną. Z drugiej strony, posttrybulacjoniści wierzą, że chrześcijanie żyjący w czasie Wielkiego Ucisku muszą przetrwać ucisk i otrzymają wielkie błogosławieństwa. 
Według dyspensacjonalistów Wielki Ucisk ma nastąpić przed Drugim Przyjściem Jezusa, w Czasach Ostatecznych. Z tego punktu widzenia ucisk będzie trwał w sumie siedem proroczych lat hebrajskich (po 360 dni każdy). Wielki Ucisk będzie stanowił drugą połowę tego okresu następującą po "ohydzie spustoszenia" (Mt 24,15). Ten siedmioletni okres jest uważany za ostatni, brakujący tydzień proroctwa Daniela o Siedemdziesięciu Tygodniach, zawartego w rozdziale 9 Księgi Daniela. 
Kościół katolicki naucza, że przed paruzją nastąpi „ostateczna Pascha” lub ostatni „czyściec”, w którym Kościół „przejdzie przez ostateczny ogień, który zachwieje wiarą wielu”, jednocześnie odrzucając millenaryzm. Zasadniczo ani Kościół katolicki, ani różne wspólnoty prawosławne i anglikańskie, ani starsze wyznania protestanckie nie używają terminu „porwanie”, skłaniając się raczej ku amillenaryzmowi. Tysiąclecie postrzegane jest jako symboliczny okres panowania Chrystusa (objawiający się w życiu i działalności Kościoła), który rozpoczął się od Pięćdziesiątnicy i będzie prowadził do ostatecznego powrotu Mesjasza.

### Preteryzm
Według poglądu preterystycznego Wielki Ucisk miał miejsce w przeszłości, kiedy rzymskie legiony zniszczyły Jerozolimę i jej świątynię w 70 r. n.e. w końcowej fazie pierwszej wojny żydowsko-rzymskiej i dotknął wyłącznie naród żydowski, a nie całą ludzkość. Chrześcijańscy preteryści wierzą, że Wielki Ucisk był boskim sądem nad Żydami za ich grzechy, w tym za odrzucenie Jezusa jako obiecanego Mesjasza.
Preterystyczna dyskusja na temat Wielkiego Ucisku skupia się na Ewangeliach, w szczególności na proroczych fragmentach w Ewangelii Mateusza 24, Marka 13 i Łukasza 21, a nie na Apokalipsie św. Jana (odnosząc część Objawień do prześladowań chrześcijan w czasach rzymskich, bardziej niż do ucisku Żydów).
Ostrzeżenie Jezusa w Ewangelii Mateusza, że „nie przeminie to pokolenie, aż się to wszystko stanie” (Mt 24,34), nawiązuje do podobnego ostrzeżenia skierowanego do uczonych w Piśmie i faryzeuszy, że ich sąd „przyjdzie na to pokolenie” (Mt 23,36), czyli w pierwszym wieku, a nie w dalekiej przyszłości (zniszczenie w roku 70 n.e. nastąpiło w ciągu 40 lat od czasu, gdy Jezus wygłosił tę mowę). Wg tego poglądu wyrok nad narodem żydowskim wykonały legiony rzymskie (tj. „ohyda spustoszenia", Mt 24,15). A ponieważ Jezus w Świątyni Jerozolimskiej oświadcza, że „nie pozostanie tu kamień na kamieniu" (Mt 24,2), preteryści uważają, że nie ma wskazówki, by kiedykolwiek miała zostać zbudowana inna świątynia żydowska - tym samym wszystkie proroctwa spełniły się w ówczesnej świątyni, zniszczonej za życia tamtego pokolenia.

### Historyzm
Zwolennicy poglądu historycyzmu utożsamiają Ucisk z okresem znanym jako „prześladowanie świętych” (Księga Daniela 7,21, Ap 13,7). Uważa się, że okres ten miał początek po „odłączeniu się” papieskiego Rzymu i trwał 1260 lat, od 538 do 1798 r. (okres 1260 lat wg. przepowiedni (Ap 11,3), zgodnie z zasadą "dzień za rok"). Wierzą, że Wielki Ucisk nie jest wydarzeniem przyszłym, ale nasili się pod koniec jak nigdy wcześniej, osiągając taki punkt, że "gdyby ów czas nie został skrócony, nikt by nie ocalał" (Mt 24,22).
Historyści są skłonni widzieć spełnianie się proroctw na przestrzeni wieków i zamiast widzieć pojedynczego Antychrysta panującego nad ziemią w przyszłym okresie Wielkiego Ucisku, Marcin Luter, Jan Kalwin i inni protestanccy reformatorzy widzieli wypełnienie się proroctwa w papiestwie (w autokratycznym urzędzie papieskim i w roszczeniach do władzy doczesnej nad świeckimi rządami widzieli odstępstwo od zasad ustanowionych przez Jezusa i apostołów).
Równocześnie niektórzy współcześni historyści uważają, że Ucisk Żydów rozpoczął się w roku 70 n.e. i trwał przez stulecia, obejmując ten sam okres, co „czasy pogan” (Łk 21,24), podczas których „Jerozolima będzie podeptana przez pogan”. Według tego poglądu obejmowałby on nie tylko czasy rzymskie ale i współczesne.

## Zobacz także
- Eschatologia chrześcijańska